# Issa Kodzoev
Issa Aúpovi Kodzoev (en cirílico ingusetio Ӏийса Аюпа Коазой/ruso: Исса́ Аю́пович Кодзо́ев, Tarskoye, 1 de agosto de 1938) es un escritor y político ruso.

## Biografía
Nació en una pequeña localidad, de gran relevancia histórica al ser el primer asentamiento ingusetio.
En 1944, durante la Segunda Guerra Mundial, el dirigente soviético Iósif Stalin acusó a los ingusetios de colaborar con los nazis, por lo que fueron deportados a Asia central, donde gran parte de la familia de Issa falleció. A partir de 1957 pudieron retornar a Ingusetia.
Estudió filología en el Instituto Pedagógico Checheno-Ingusetio graduándose en 1962. Ejerció como maestro y luego como director en las escuelas secundarias de Kantyshev y Ekazhevsk.
El 4 de julio de 1963, las autoridades soviéticas lo arrestaron por distribuir relatos de Kazakhstanskii dnevnik, condenándolo el 10 de septiembre de ese año a cuatro años de trabajos forzados en Dubravlag Mordovia. Tras su liberación en 1967 continuó con su labor cultural, colaboró en la revista infantil СелаIад y el periódico «Сердало», y tradujo desde la versión rusa de Boris Pasternak al ingusetio, la obra de Shakespeare El rey Lear.
En mayo de 1988 fue uno de los fundadores del movimiento sociopolítico Niisho que promovía una república ingusetia propia dentro de Rusia. En septiembre de 1989, se convirtió en presidente de su comité, aunque dos meses después cesó.

## Obra

### En ingusetio
- Дувцараш, 1990
- Хьасани, Хьусени, Анжела яха хоза йиIиги, 2001 novela infantil
- Вешта аьлча, 2003
- КIантий дегаш, 2003
- ГIалгIай — novela épica en 7 volúmenes (2001-2013)
  - Магате-Фаьрате, 2001
  - ГIалгIай Лоаме, 2001
  - Зоазо, 2004
  - Дадеков, 2006
  - Мехка гIонча, 2010
  - Ивизда ГIазд, 2011
  - Аьже Ахк, 2013

### En ruso
- Казахстанский дневник
- Над бездной, 2006
- Обвал, 2009
- Сердца отважных
- Сулумбек Сагопшинский, 2011
- Джамбулат и другие